# Коломбје ан Брионе
Коломбје ан Брионе (фр. Colombier-en-Brionnais) насеље је и општина у источном делу централне Француске у региону Бургоња, у департману Саона и Лоара која припада префектури Шарол.
По подацима из 2011. године у општини је живело 307 становника, а густина насељености је износила 22,96 становника/km². Општина се простире на површини од 13,37 km². Налази се на средњој надморској висини од 385 метара (максималној 519 m, а минималној 333 m).

## Демографија
| 1962. | 1968. | 1975. | 1982. | 1990. | 1999. | 2011. |
| ----- | ----- | ----- | ----- | ----- | ----- | ----- |
| 300   | 338   | 287   | 270   | 256   | 235   | 307   |

График промене броја становника у току последњих година